# 삼성 타워팰리스
삼성 타워팰리스(영어: Samsung Tower Palace)는 대한민국 서울특별시 강남구 도곡동 수인분당선과 서울 지하철 3호선의 환승역인 도곡역 앞에 있는 7개의 고급 주상복합 아파트 단지이며, 초고층 건물로 마천루이다. 설계는 미국의 건설업체 스키드모어, 오윙스 앤드 메릴이 맡았고, 삼성물산이 개발하였으며 A, B, C, D, E, F, G로 구성된 7개의 초고층 아파트들로 구성되어 있다.
타워는 탑을 가리키고 팰리스는 궁전을 가리킨다. 대한민국에서 최초로 건설된 초고층 주상복합 단지다. 타워팰리스에서 가장 높은 건물은 삼성 타워팰리스 3차 G동(69층, 265m)이며 타워팰리스에서 가장 낮은 건물은 삼성 타워팰리스 1차 D동(42층, 153m)이다. 면적의 공급은 69평이고 전용은 49평, 구조는 3룸, 2욕실, 1297세대 규모의 단지이다.

## 역사

### 계획
초기 이 곳은 공군사관학교 소속 부지였다. 1994년 무렵부터 삼성그룹이 이 곳에 신사옥을 지을 계획을 세우면서 이 부지를 사들였다. 신사옥 계획은 2002년까지 강남구 도곡동 일원에 지상 102층, 396m짜리 초고층 건물을 지어 상업, 업무, 쇼핑, 거주 복합 단지로 세우자는 계획이었고, 이 때 가칭 '삼성 타운'이라는 계획을 세웠다. 이렇게 하여 세워진 계획이 삼성 시너지 타워였다.
1996년 10월부터 본격 공사를 진행하려 하였으나, 해당 지역 주민들의 반발과 이듬해인 1997년에 불어닥친 IMF 외환 위기 등으로 인하여 사실상 신사옥 건설은 무산되었다.
1998년 어느 정도 그룹의 상황이 나아지자, 삼성그룹은 이 곳에 대한민국 최초의 주상복합 아파트 단지를 계획하게 되었다. 지상 93층, 323m의 초고층 아파트를 지어 고급화된 아파트를 제공한다는 계획이었다. 이에 따라 42층부터 93층까지 약 7개의 다양한 건물들을 짓기로 하고 허가를 기다렸으나, 막상 서울특별시가 93층 아파트를 짓는 데에 매우 부정적이었다.

### 건설
1999년 42층~65층짜리 A, B, C, D 4개 동을 우선 착공하였다. 2000년 55층짜리 E, F동이 착공되었을 때도 G동의 규모에 대해서 서울시와 삼성그룹이 극심한 반목을 거듭하였고, 결국 지상 69층 규모로 건설하는 데에 합의하고 가장 높은 G동은 2001년 착공했다. 1차는 2002년에 완공되었고 2차는 2003년에 완공되었고 3차는 2004년에 완공되었다.

## 구성
타워팰리스는 한 개의 마천루가 아니라, 42층 1동, 55층 2동, 59층 2동, 65층 1동, 69층 1동 등 총 7개의 마천루 단지로 구성되어 있으며 2001년에서 2004년 사이에 건축되었고, 모두가 고급 주상복합 아파트로 사용되며 대부분의 유명한 한국인들의 거주지로 알려져 있다. 외국인들도 거주할 수 있으며 부유층들이 사는 아파트 단지이다.
아파트 1채에 수십억을 호가하며 1가구당 월 관리비만 150만원 정도이다. 그리고 매우 비싼 아파트이며 부자들이 사는 아파트 단지다. 2010년까지 대한민국에서 가장 비싼 아파트였으며, 현재도 삼성동 아이파크와 더불어 대한민국 대표 고가(高價) 아파트로 꼽힌다. 2003년에 완공된 타워팰리스 2차의 가격은 2015년 기준으로 50억 6500만원이다.
타워팰리스의 모습은 1차(A,B,C,D)와 2차(E,F), 3차(G)가 각기 다른 형태를 하고 있는데 3차(G)의 경우 가장 높고 3개의 둥근 타원형에 의해 형성되어 있는 형상이다. 타워펠리스 3차는 Q1 빌딩(323m), 해운대 위브 더 제니스 타워(301m), 해운대 아이파크 타워(292m), 유레카 타워(298m), 21세기 타워(267m)에 이어 세계에서 6번째로 높은 초고층 아파트이다.
헬기장은 모든 건물의 지붕에 위치해 있다.
| 건물 명칭           | 사진 | 착공   | 완공   | 층수                                    | 높이                                    |
| ------------------- | ---- | ------ | ------ | --------------------------------------- | --------------------------------------- |
| 삼성 타워팰리스 1차 |      | 1999년 | 2002년 | A동 59층 B동 65층[나] C동 59층 D동 42층 | A동 209m B동 234m C동 209m D동 153m[다] |
| 삼성 타워팰리스 2차 |      | 2000년 | 2003년 | E동, F동 55층                           | E동, F동 191m                           |
| 삼성 타워팰리스 3차 |      | 2001년 | 2004년 | G동 69층                                | G동 265m                                |

## 특징 및 구조

### 서비스
타워 팰리스는 2002년 최초 입주 당시부터 대한민국에서는 거의 처음으로 '유비쿼터스 시스템'이 갖추어졌다. 당시만 하더라도 최초로 도입되었다는 점에서 매우 파격적이었다.
- 모든 엘리베이터나 정문, 출입문에 '카드 키 보안 시스템'(Card-Key Security System)이 설치되어 있다.[라]
- 정문, 출입문에 '카드 키' 혹은 '지문 인식' 장치가 설치되어 있다.
- 조명, 커튼, 홈 네트워크(Home Network), 세탁기 등을 집주인의 휴대전화 등으로 제어하여 미리 예약할 수 있다.

### 구조 개요와 특성

#### 프레임 시스템
- 타워부 : R.C Core + Outrigger + Belt Truss + SRC 기둥의 합성구조로 이루어져 있다.
- 지하부 : Column, Beam & Girder, 평판 등이 P.C구조(일부 R.C)로 형성되어 있다.

#### 평판 시스템
- 타워부 : 두께 135mm 상하현 철근 복합 데크플레이트 평판로 구성되어 있다. (Non Support 시공)
- 지하부 : 두께 70mm(Half P.C) + 100mm 콘크리트 덧치기로 총두께 170mm로 중력 및 횡력(토압 + 수압)에 저항하는 구조이다.

### 구조형식

#### 코어월
코어월은 THK500mm로 층에 따라두께를 효율적으로 변화시켰으며, 콘크리트 강도는 500 ~ 300 kg/cm2로 변화시켰다. 코어월 오픈 부분에는 Lintel Beam(연결보)을 설치하여 코어의 횡력 저항에 극대화했으며, 작업의 반복성 등을 고려하여 코어 월은 클라이밍 폼을 사용하여 시공성을 향상시켰다.

#### 아웃트리거, 벨트 트러스
타워팰리스 1차는 R.C 코어와 아웃트리거 및 벨트 트러스가 중력 및 횡력에 저항하는 주요 구조체로서 R.C 코어는 전 층에 설치하였으며(B동 기준), 지상 3층, 4층 기계실과 6층, 2층 바닥에 아웃트리거 및 벨트 트러스를 설치하여 R.C 코어의 횡변형을 억제하고 구조물 상부의 모멘트를 감소시켰다. 이와 같이 구조물은 하부 뿐만 아니라 상부에서 구속되기 때문에그 처짐 형상이 순수 캔틸레버 기둥이 아닌 변곡점을 가진 S형 곡선 형상을 보인다. 이러한 합성 작용으로 코어의 휨 모멘트와 구조물의 처짐을 줄이게 되었다.

#### 기둥
기둥의 주 간격은 8.4m × 8.4m 모듈을 유지하며, 기둥의 형태는 공간활용성을 고려하여 사각형의 합성기둥(S.R.C)으로 설계하였으며, 합성기둥의 설계는 SSRC(Structural Stability Research Council)로 설계하며, 단면의 크기는 R.C: 850 × 850 + STEEL: 내경 3, 5, 8의 H형강의 크기를 유지하며, 층수에 따라서 철골 두께를 조정하였다. 합성 기둥의 콘크리트 강도는 500 ~ 240 kg/m2까지 사용하였으며, 철골은 두께 40mm 초과시 SM520 TMCP 강(Fy = 3,600 kg/m2)을 사용하여 중력하중 및 횡하중에 저항하도록 설계하였다.

#### 바닥
바닥 평판은 두께 135mm의 상하현 철근 복합데크 평판을 사용하여 시공성을 높였으며, 바닥 평판이 다이아프램(diaphragm) 역할을 충분히 하여 코어부로 횡력을 전달시킬 수 있도록 코어부와 만나는 평판에는 철근을 보강설계했다. A, B, C동의 모든 내부의 단순보(Shear Connection)는 합성보(Composite Beam)로 설계하여 물량절감 및 층고를 최소화했다(보 최대 크기는 H - 400임 : 기준층 바닥). 보 및 평판에 대해서는 진동 등 사용성에 관련하여 검토설계하였다. D동의 경우 동내부의 다이아프램 결손부(중정)와 편심 코어 등으로 야기되는 건물의 불규칙 변형을 효과적으로 제어하고자 기둥과 내부 보의 연결을 강접(Moment Connection)으로 설계하여 건물의 전체 강성을 향상시켰다.

#### 기초
설계지내력 : 고층부의 기초는 경암층(Fresh Sound Rock) 위에 놓이도록 하였다. 파쇄대를 고려한, 지반의 정확한 Rock 용수철을 구하여 기초해석에 적용하였다(설계지내력은 200t/m2 이상으로설계). 저층부의 기초는 경암층 위 또는 연암층(Partly Weathered Rock)위에 놓이도록 계획하였다(정확한 지질조사에 근거하여 지반상태에 따라 200t/m2, 90t/m2, 50t/m2으로 계획). 기초의 최대 침하는 30mm 이내로 하고, 부동침하는 20mm 이내로 유지하도록 계획하였다. 또한 기초 시스템의 기초 평판 하부에는 Pubic Drain Board Type의 영구배수장치 (Dewatering System)를 설치하여 기초 평판에 어떤 양압(Buoyancy)도 작용하지 않도록 설계에 적용하였다.

#### 고충부 및 기초부 설계
고층부 기둥은 온통기초(Mat Foundation)고 고층부 코어는 온통기초(Mat Foundation)고 기초부 설계는 중력하중 및 횡하중에 의해서 생기는 압축 및 인장력의 가능한 모든 하중조합을 통하여 기초의 안정성을 검토하였다. 관입 면에서 타워팰리스 1차의 변형형으로 조합되어 전혀 다른 현재와 미래의 이미지를 가진다.

### 건축시공
타워팰리스 1차는 그 규모가 65층 1개동과 59층 2개동, 42층 1개동의 총연면적 13만 8천평에 이르는 도심형 초고층 빌딩으로 3일에 1개층씩 골조공사를 진행하였으며, 39개월만에 완공해야 했다. 분당 90m를 운행하는 초고속 호이스트, 13기의 대형 타워크래인, 초고압 콘크리트 펌프 등의 하드웨어적인 방안과 함께 인터넷을 이용한 인원 관리, 자재관리, 도면관리 등의 물류관리 시스템을 개발하여 초고층 공사의 최단기간 달성을 지원하였다.

#### 공사스케줄 및 공정관리
국내 초고층 주거형 건물은 일반적인 초고층 건축공사와 달리 방바닥 미장공사라는 습식공사가 마감공사 중간에 위치하고 있어 부동 침하로 인한 벽체와 바닥과의 레벨 차이, 추가 처짐을 고려한 공사일정 계획 수립이 요구된다. 따라서 초고층 주거형 건물의 주공정선은 다음과 같이 수립한다.

#### 1차 주공정선
토공사 → 기초공사 → 코어 골조공사 → 바닥 골조공사 → 외벽 커튼월 공사 → 천정배관공사 → 기반마감공사 → 방바닥 미장공사 → 인테리어 기반공사 →최종 인테리어공사 → 준공 준비 → 준공

#### 2차 주공정선
골조공사 → 고층부 엘리베이터 설치 → 호이스트 해체 → 호이스트 자리 마무리공사 → 부대토목 및 조경공사 → 준공 준비 → 준공
타워팰리스 현장은 2차 동절기 기간(2001년 12월~ 2002년 2월)에 최종 인테리어 공사의 주작업인도장 및 도배공사, 온돌마루공사가 진행되었으며, 동절기 습식공사 진행 및 화재위험 등을 고려하여 지역난방을 이용한 동절기 난방을 하도록 결정하였다. 고층부는 2001년 11월경 방바닥 타설이 가능하도록 부동침하량이 계산되었다. 이에 따라 방바닥 미장양생 및 건조를 위한 별도의 보온시설이 필요하게 되나, 열풍기 등을 이용할 경우 화재의 위험성이 있고, 사면이 커튼월로 막혀있는 초고층 건물의 특성상 자연 화기에 의한 제습이 불가능하여 방바닥 미장 건조기간이 최소한 4개월 이상 소요될 것으로 예상되므로 자연 건조시 후속공사인 도배/도장 등의 최종 인테리어 공사가 실내의 고습도로 인한 하자 발생이 예상되었다. 이에 따라 2차 동절기 공사 진행을 위하여 지역난방을 조기인입을 검토하게 되었으며, 내부적으로난방 주배관이 통과하는 2단계 구간 주차장 골조공사를 3차 주공정선으로 정하여 일정계획을 하게 되었고, 외부적으로는 지역난방공사의 발전소 증설기간 및 예산 확보를 위하여 2000년 10월부터 지역난방공사와 협의하여 2001년 11월 지역난방을 인입하게 되었다.

#### 3차 주공정선
1차 토공사 → 1차 주차장 골조공사 → 2차 토공사→ 2차 주차장 골조공사 → 설비난방 주배관공사 → 최종 인테리어공사 → 준공 준비 → 준공
초고층 건물의 시공방법으로서 필연적이라고 할 수 있는 단결된 커튼 월 시스템(Curtain Wall System) 을 적용하였다. 이 시스템을 적용함으로써 커튼월의 고품질 및 층당 3일의 주기가 시공속도를 높일 수 있었다. 또한 Open Joint 시스템이 적용됨으로써 커튼월이 수밀성을 향상시켰다. 커튼월을 구성하는 기본적인 형태의 유닛은 Opening, Fixed, Louver, 패널 유닛 등이 있다. Opening 유닛은 개폐창의 설계풍압에 대한 구조적인 문제를 고려하여 그 폭을915mm 정도로 최소화하였으며, Fixed 유닛은 입주자의 조망을 고려하여 그 폭을 최대한 넓게(1,830mm) 설계하였다. 또한 Louver 유닛은 에어컨 실외기실에 적용하였으며, 패널 유닛은 기둥이 있는 부위에 설치되었다.
타워팰리스 1차의 코어 골조는 코어골조공법(Automatic Climbing System)으로 이루어져 있다. 코어골조공법은 유압 유닛와 양중용 윤곽을 이용하여 1개 층 높이로 제작된 폼을 1개층씩 상승시키며 콘크리트를 타설하는 공법이다.
- 공기단축: 3day/fl. (실제 시간)
- 공정: 슬립 폼에 비해 공정이 다소 복잡함.
- 품질관리 : 콘크리트면의 평활도 및 골조품질이 양호함.
- 안전관리 : 안전시설물 일체화로 추락/낙하사고 예방함.

철골설치공법(N공법)은 절단위로 설치되는 기존 공법과는 달리 층 단위로 설치되는 공법으로서 기중의 이음 위치를 층별로 분산하여 용접, 수직도 조정 등의 작업을 용이하게 하는 공법이다. 작업량 분산을 통한 출력인원이 저감되고 순환 공정의 진행을 통한 연속 작업이 가능하고 1층 이상의 작업을 없앰으로써 안전성이 향상되며, 후속 공정의 조기 착수로 공기를 단축할 수 있다는 장점이 있다. 공장 유약 시스템(Factory Glazing System)은 커튼월 유닛에 유리 끼우는 작업을 유닛 제작공장에서 완료 후 현장에 반입시킴으로써 커튼월의 품질 향상 및 설치 일정 단축 등의 긍정적 효과가 있었다. 커튼월 유닛의 Joint 폭은 설치 전후 유닛에 가해지는 각종 변위를 흡수할 수 있도록 수직 8mm, 수평 20mm 폭으로 설계되었다.
- 수평 joint : 20mm, 수직 : 8mm
- 온도 편차에 의한 변위: 9mm, 수직 : 5mm
- 열 단축 : 3mm
- 평판 처짐: 5mm
- 가공, 조립오차: 1mm (수평, 수직)
- 설치오차: 2mm (수평, 수직)

### 엘리베이터
타워팰리스 1차에는 동양엘리베이터(현 티센크루프), 2차에는 LG-오티스엘리베이터(현 오티스), 3차에는 한국미쓰비시엘리베이터의 제품이 설치되었으며 저층용, 고층용, 비상용, 상가 및 주차장 셔틀용으로 구분된다. 모든 세대용 엘리베이터는 카드리더기가 있으며 카드키를 태그해야 작동된다.

## 사건 및 사고

### 타워팰리스 쓰레기장 1억원 수표 사건
타워팰리스의 쓰레기집하장에 버려진 여행용 가방에서 100만원짜리 수표 100장인 1억원어치 수표가 든 봉투가 2015년 10월 3일 오전 11시 55분쯤 아파트에 근무하는 청소부인 김모(63)씨가 쓰레기집하장에서 100만원짜리 수표 100장이 든 봉투를 발견하고 경찰에 신고를 해서 수표가 발견이 되었다. 언론보도가 되고 10월 5일 주인이라며 50대 사업가 A씨가 나타났고 경찰 조사결과 주인으로 확인되어 발견자에게 유실물 법에 따라 5~20% 사이의 보상금을 발견자에게 지불하고 원주인이 돈을 찾아갔다. 보상금이 정확히 얼마인지는 양측 모두 밝히지 않았다.

### 실외기 화재
2023년 10월 5일 타워팰리스 G동에서 실외기 화재가 발생해 입주민들이 대피했다.

## 대중문화
- 2004년에 개봉한 영화 아라한 장풍 대작전에 삼성 타워팰리스 1차와 삼성 타워팰리스 3차 G동이 나온다.
- 2009년에 아이돌 그룹 빅뱅의 뮤직비디오 FOREVER WITH U에 삼성 타워팰리스의 단지들이 나온다.
- 2012년에 개봉한 영화 R2B: 리턴투베이스에 삼성 타워팰리스의 단지들이 나온다.
- 2018년에 개봉한 영화 독전에 삼성 타워팰리스의 단지들이 나온다.
- 2018년에 개봉한 영화 상류사회에 삼성 타워팰리스의 단지들이 나온다.
- 2020년에 개봉한 영화 반도에 나온다.
- 2021년에 방영한 드라마 펜트하우스 3 1회에 나온다.

## 평가
2013년 동아일보와 건축전문잡지 SPACE가 건축가 100명을 조사한 해방이후 최악의 건물들 랭킹 9위에 올랐다.

## 갤러리

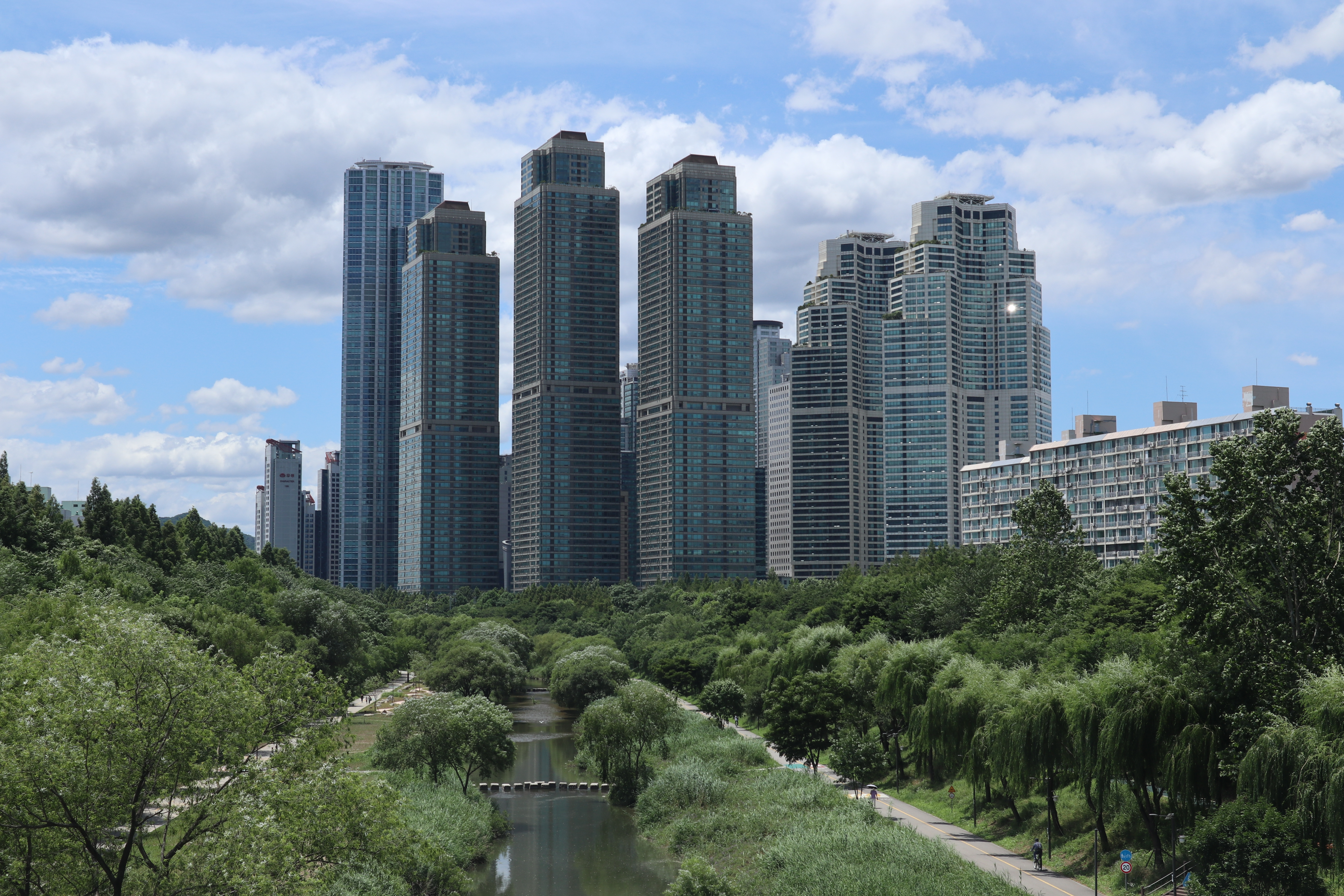
삼성 타워팰리스 단지들.
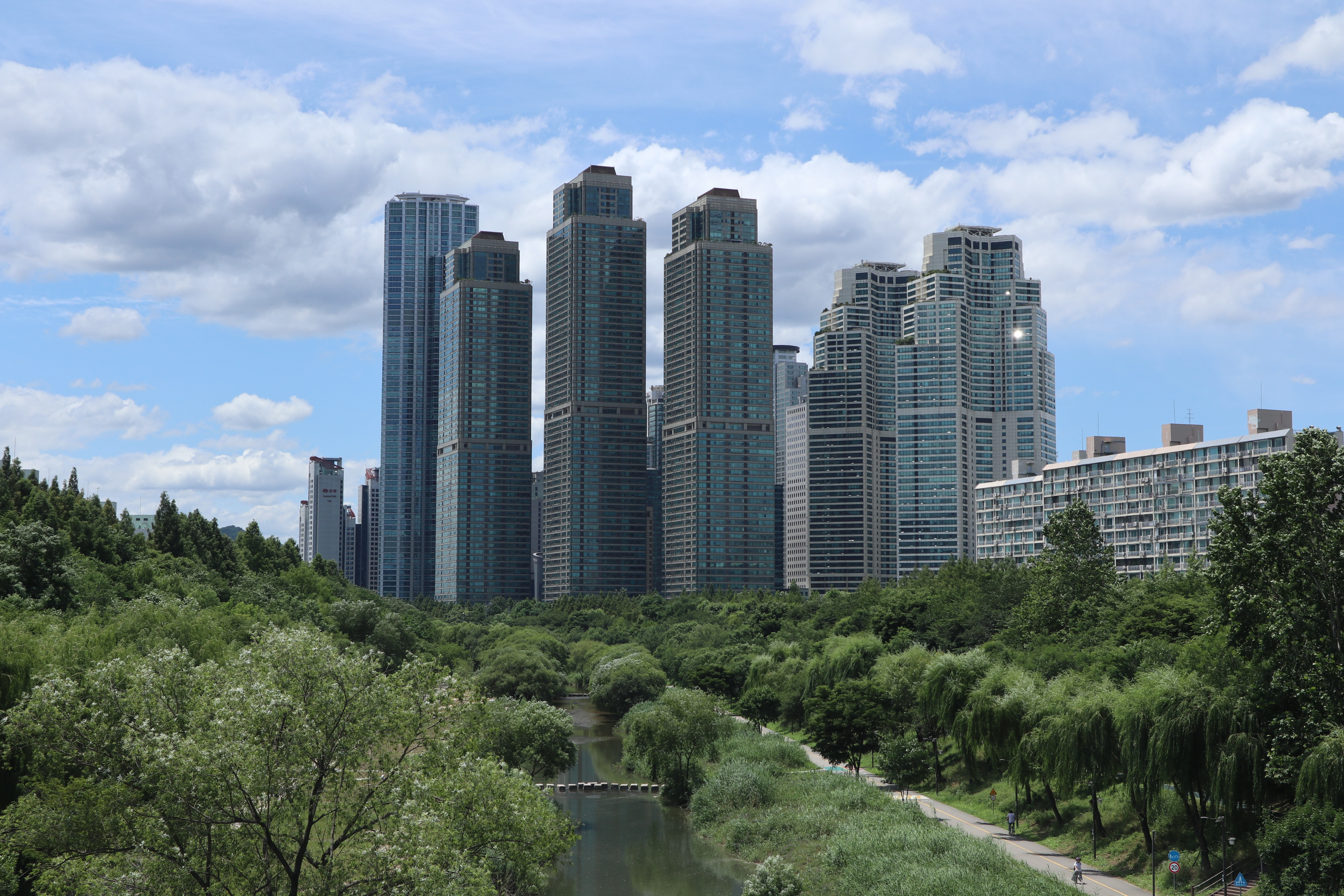
삼성 타워팰리스 단지들.
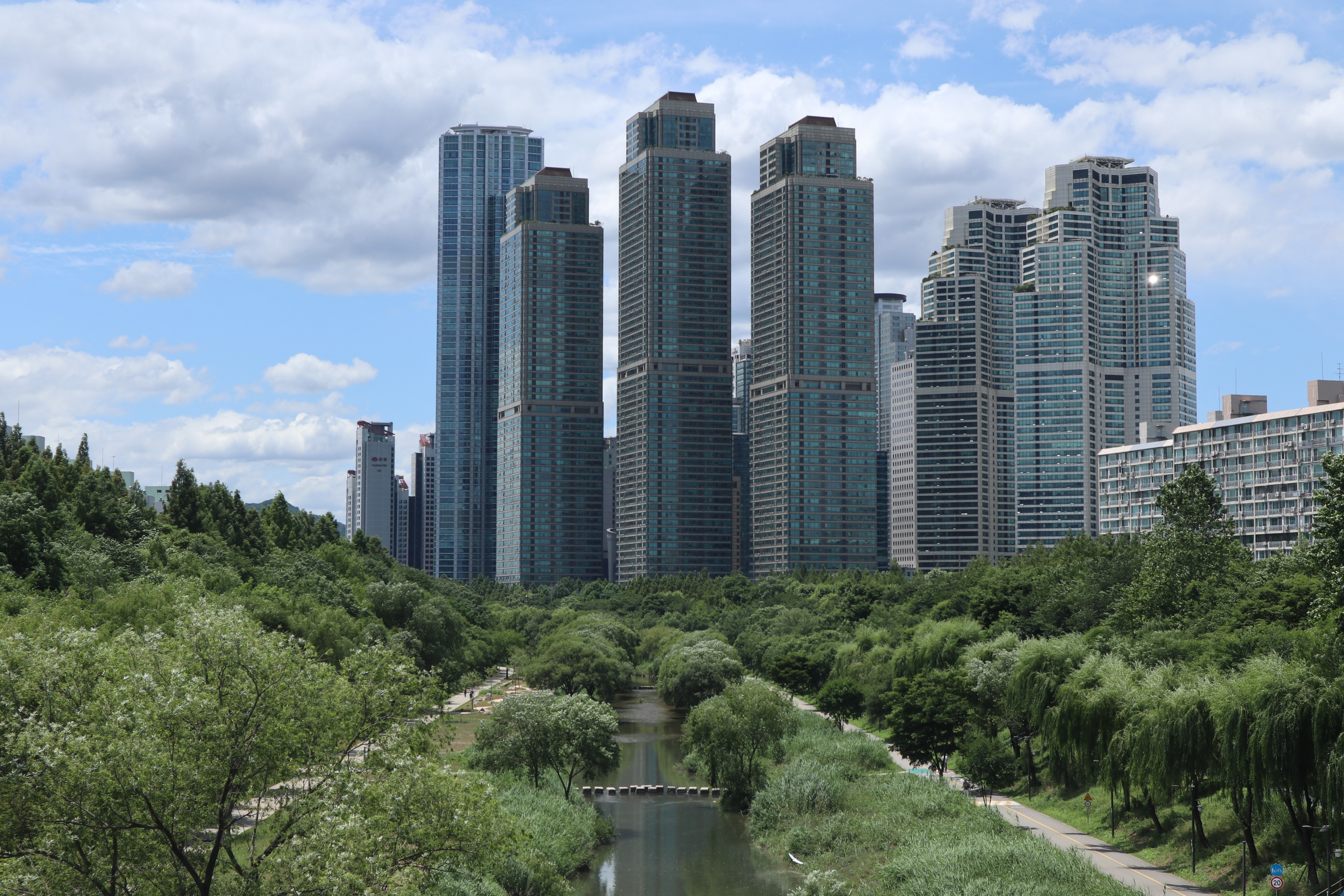
삼성 타워팰리스 단지들.
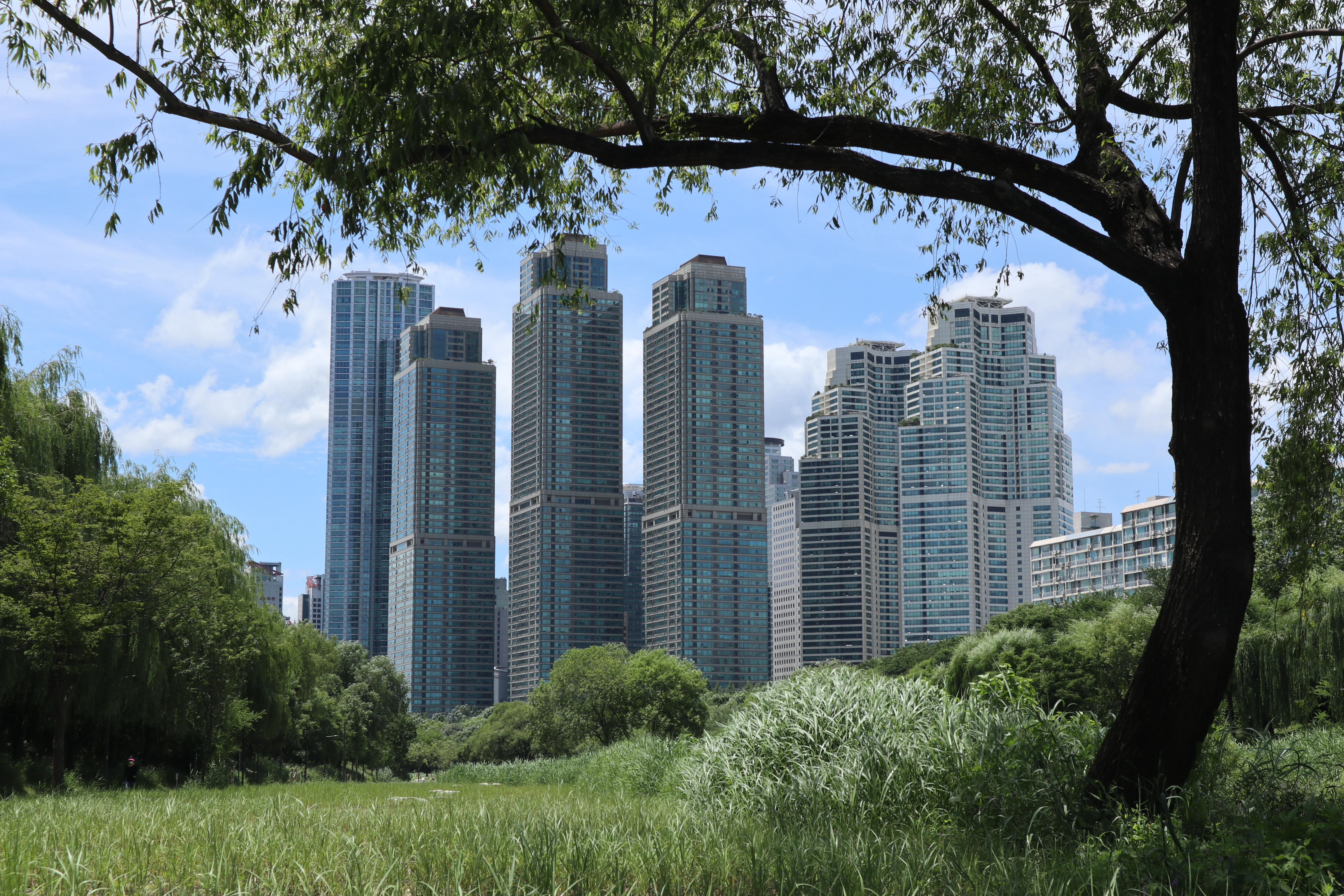
삼성 타워팰리스 단지들.
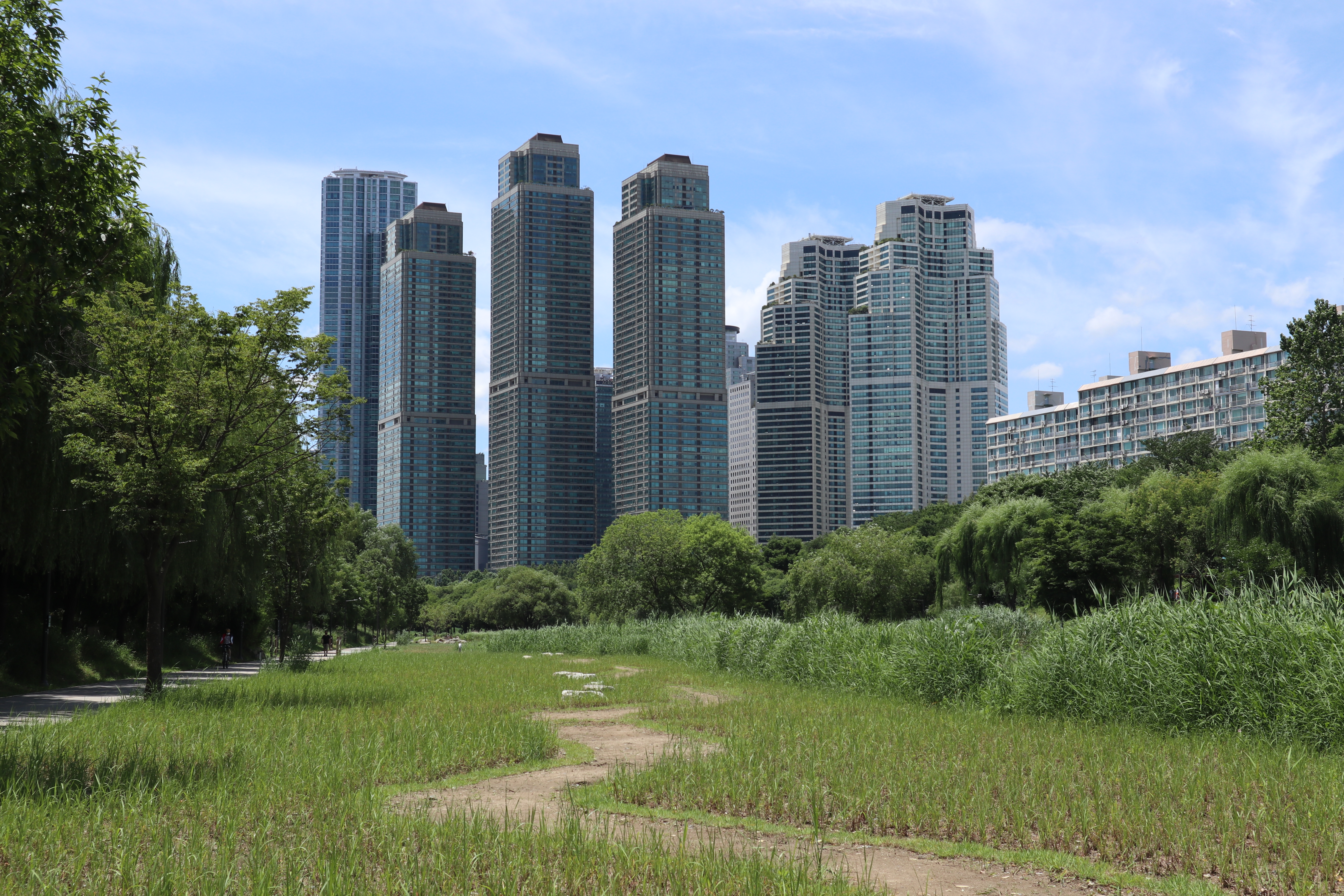
삼성 타워팰리스 단지들.
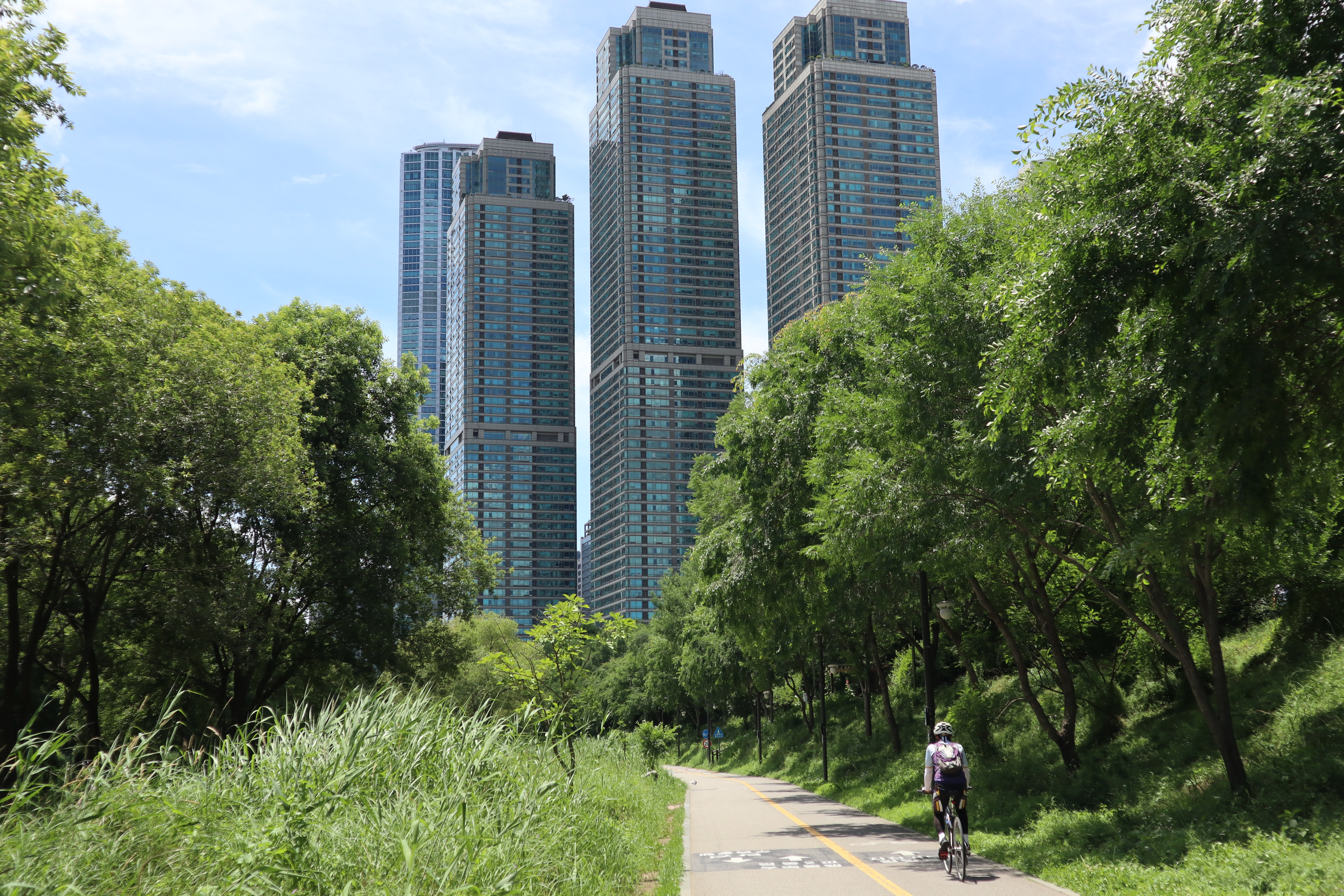
삼성 타워팰리스 단지들.
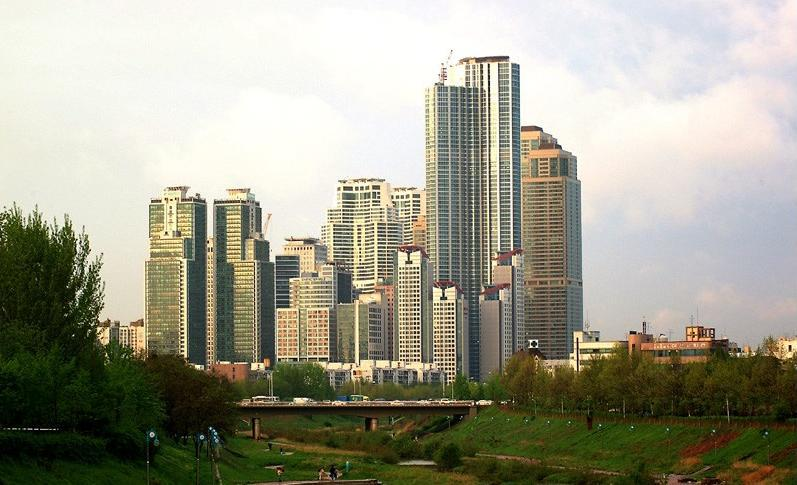
양재천에서 본 타워팰리스 단지 전경.
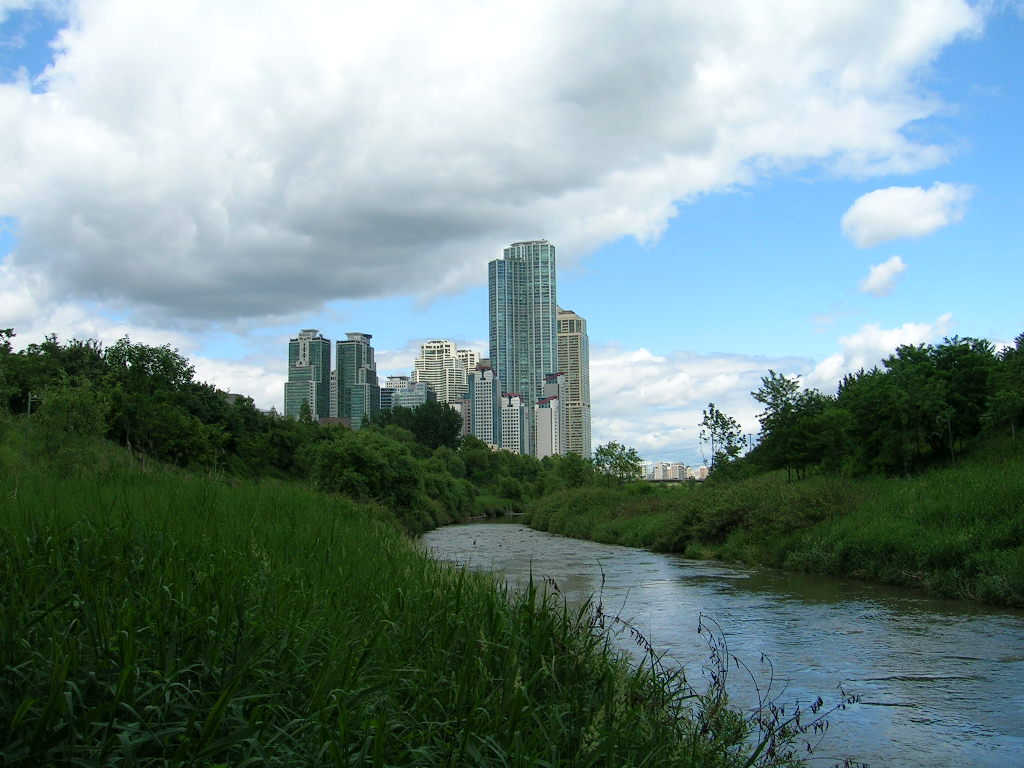
타워 팰리스 단지 전경. (2006년)
도곡동 방향의 양재천 야경.
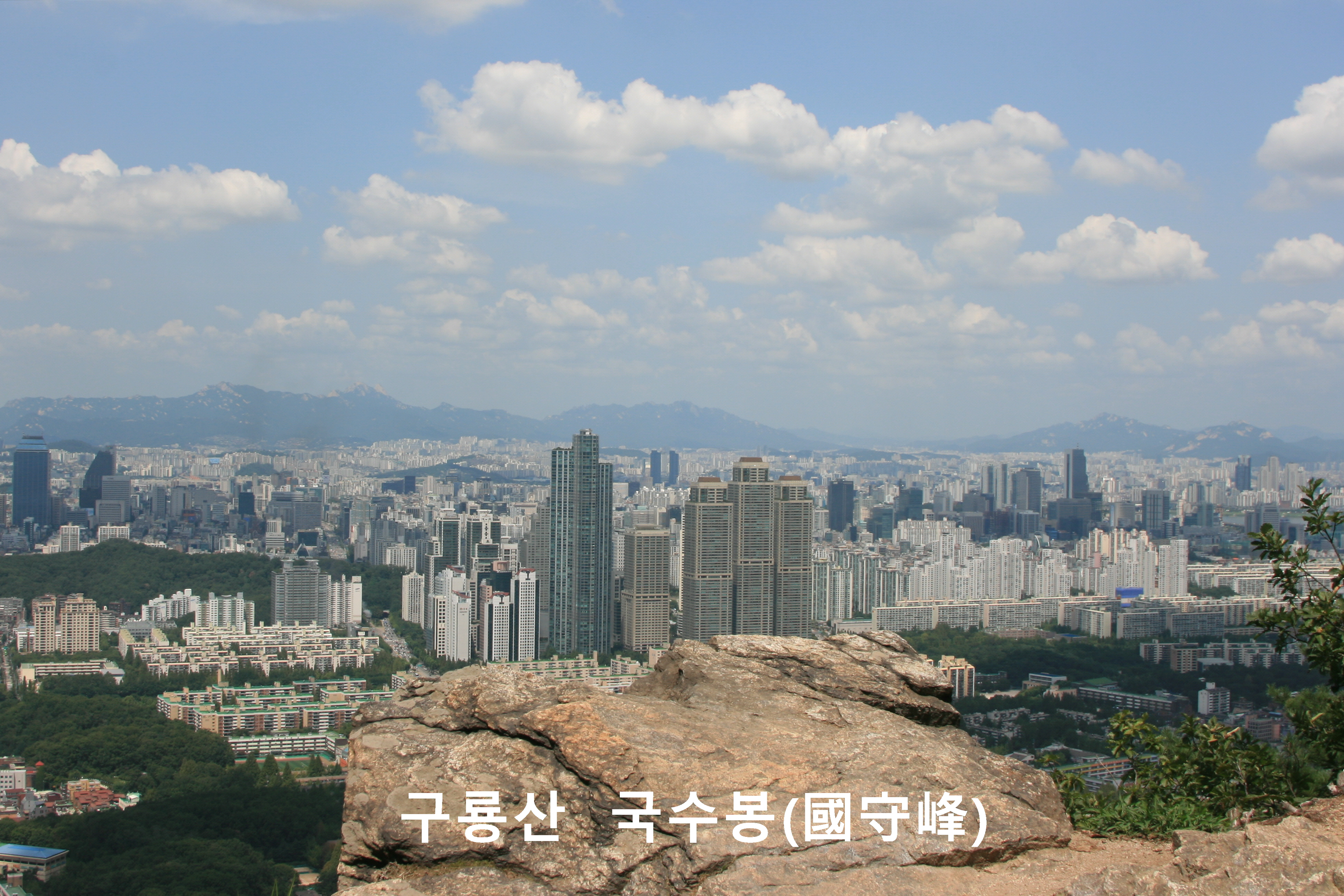
구룡산 국수봉 전망대에서 바라본 타워팰리스.
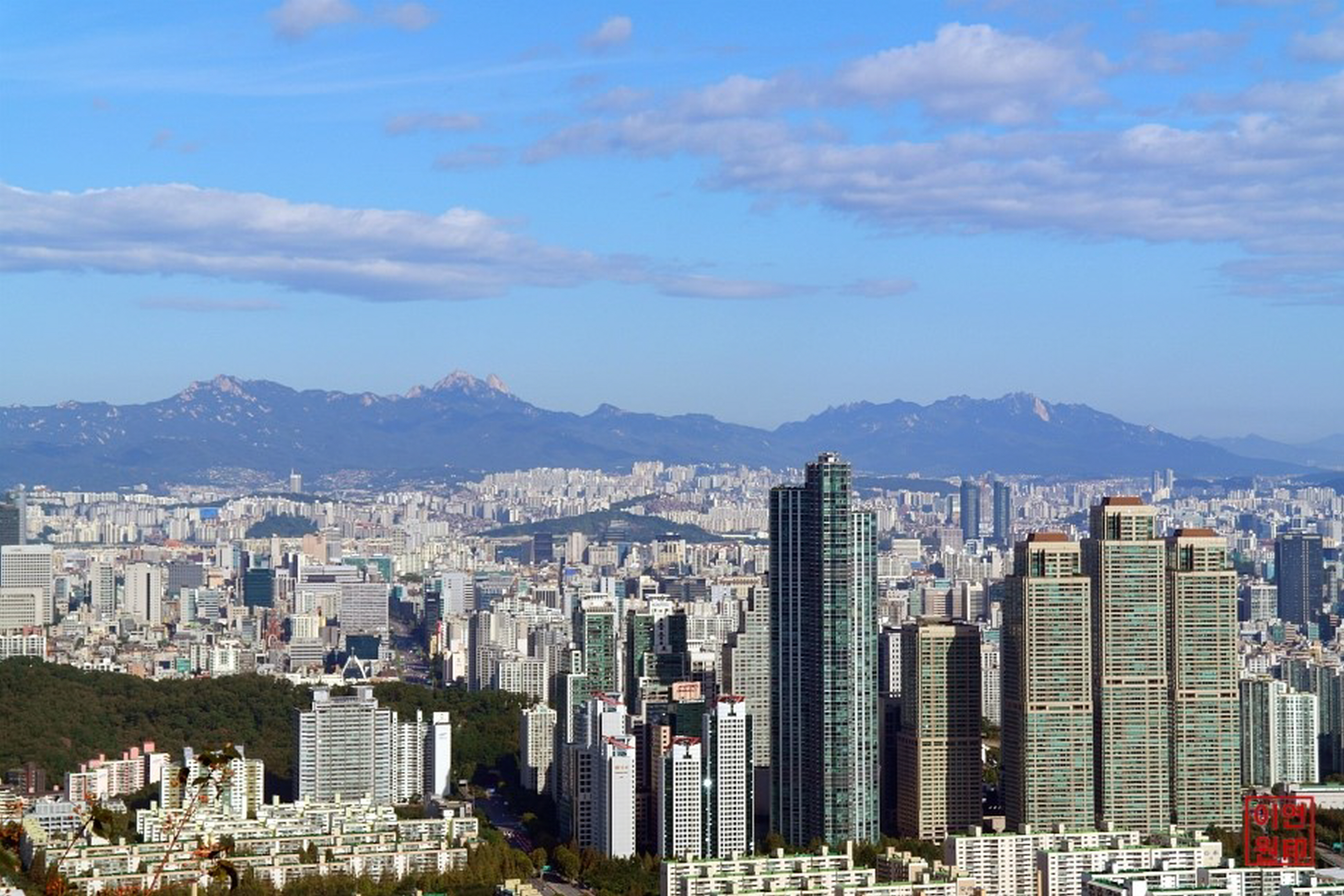
구룡산 국수봉 전망대에서 본 서울전경. 구룡산 국수봉에서 본 서울전경과 북악산이라고 한다.
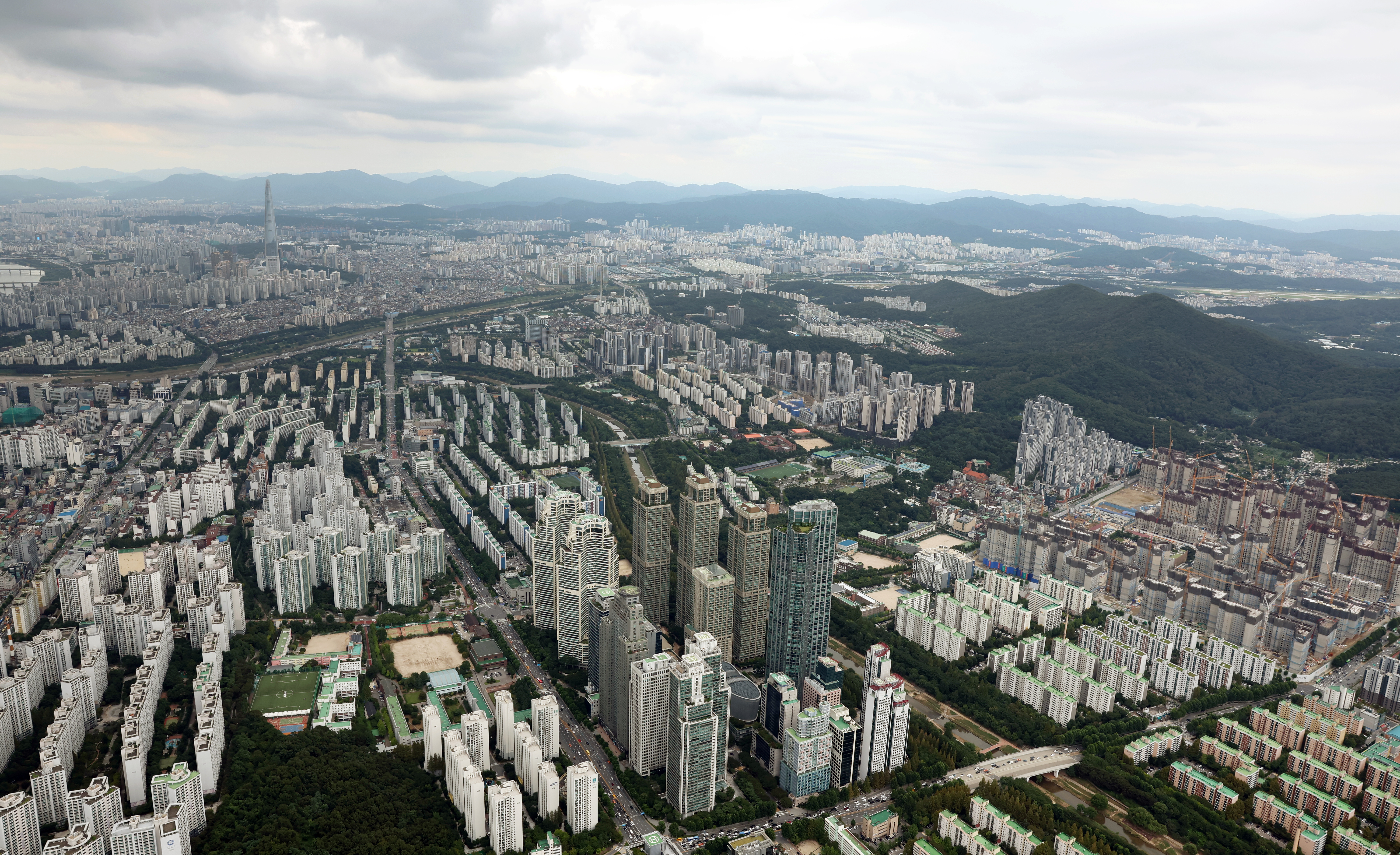
삼성 타워팰리스 단지들.

## 같이 보기

### 건물 목록
- 마천루 목록
- 아시아의 마천루 목록
- 대한민국의 마천루 목록
- 서울특별시의 마천루 목록
- 서울 강남구의 마천루 목록

### 일반 주제
- 해운대 엘시티 더샵
- Q1 타워
- 유레카 타워
- 래미안
- 해운대 두산위브더제니스
- 해운대 I'PARK
- 메타폴리스
- 더 샾 퍼스트 월드
- 서울국제금융센터

## 주해
가. ^  동북아무역타워는 2012년에 골조공사가 완공되었기 때문에 2011년 ~ 2012년에는 해운대 두산 위브 더 제니스가 가장 높았다.
나. ^  대한민국에서 최초로 63빌딩의 층수인 '61층'을 넘긴 건물이다. 하지만 63빌딩(249m)보다 높이는 낮다.
다. ^  타워 팰리스 단지 중 가장 높이가 낮은 건물이다. 그러나 7개동 중 가장 대지면적을 넓게 차지하고 있는 건물이다.
라. ^  지금은 주상복합아파트가 많아졌고 고급 오피스도 많아져서 이는 매우 흔했지만, 당시 '아파트'에 적용했다는 점은 가히 파격적이었다. 대한민국에서 이 시스템을 처음으로 도입한 건물은 1985년 개장한 '63시티'이다.